# بخش هودیکسوال
بخش هودیکسوال (به سوئدی: Hudiksvalls kommun) یک ناحیه شهرداری در سوئد است که در شهرستان یولبوری واقع شده‌است.

## خواهرخوانده
شهرهای Kaskinen, Maribo, Namsos و نامسوس خواهرخوانده‌های بخش هودیکسوال هستند.